# خفاش ذيل الفأر المصري
خفاش ذيل الفأر المصري (الاسم العلمي: Rhinopoma cystops)، هو نوع من خفاش ذيل الفأر الموجود في شمال إفريقيا والشرق الأوسط.

## التصنيف
وصفهُ عالم الحيوان البريطاني أولدفيلد توماس بأنه نوع جديد في عام 1903. جُمع النموذج النوعي بالقرب من الأقصر، مصر بواسطة تشارلز روتشيلد. لطالما اعتبر نويع من خفاش ذيل الفأر الصغير. ولكن في عام 2007، نشر Hulva et al. أنه ينبغي اعتباره نوعًا كاملاً
.

## الوصف
لديه صيغة سنية {\displaystyle {\tfrac {1.1.1.3}{2.1.2.3}}} ليصبح المجموع 28 سن.

## الحِياوة والبيئة
إنهُ من الأنواع المستعمرة، ويشكل تجمعات تتكون من عدد قليل من الأفراد أو ما يصل إلى ألف. [1] وهو يستخدم كلاً من الكهوف والمنشآت البشرية مجاثم.

## النطاق والموئل
يشمل نطاقه العديد من البلدان والمناطق في شمال إفريقيا والشرق الأوسط: الجزائر، بوركينا فاسو، الكاميرون، جيبوتي، مصر، إريتريا، إثيوبيا، فلسطين (توضيح)، الأردن، ليبيا، مالي، موريتانيا، المغرب، النيجر، نيجيريا، سلطنة عمان، السعودية والسنغال والصومال وجنوب السودان والسودان وسوريا وتونس واليمن. وثق على ارتفاعات تصل إلى 1100 متر (3600 قدم) فوق مستوى سطح البحر.

## الصون
اعتبارًا من عام 2017، قُييم على أنه من الأنواع الأقل إثارة للقلق من قبل الاتحاد الدولي لحفظ الطبيعة. يفي بمعايير هذا التصنيف لأنه يحتوي على نطاق جغرافي واسع ولا توجد تهديدات كبيرة لوجوده معروفة.